# 聖艾蒂安主教座堂
聖艾蒂安聖嘉祿鮑榮茂主教座堂 (法語：Cathédrale Saint-Charles-Borromée) 是天主教聖艾蒂安教区的主教座堂（自1970年12月26日该教区成立起），位于法国中部城市聖艾蒂安。
该堂供奉聖嘉祿·鮑榮茂，建于1912-1923年，新哥特式风格，拉丁十字平面，西立面有一钟楼。该建筑长80（260英尺），宽30（98英尺），高17（56英尺）。原计划的另外三座钟楼和一个穹顶尚未完成。